# Variedade de Kähler
Em matemática e na, especialmente, geometria diferencial uma variedade Kähler é uma variedade com três estruturas mutuamente compatíveis; uma estrutura complexa, uma estrutura Riemanniana, e uma estrutura simplética. Numa  variedade Kähler {\displaystyle X} existe o Kähler potencial e a ligação de Levi-Civita correspondente à métrica de X que dá origem a uma ligação na linha de fibrado canónico.